# Adam Lopez
Adam Lopez Costa (Brisbane, 26 augustus 1975), is een Australische popmuzikant en vocal coach.
Hij is vooral bekend om zijn extreem hoge noten uit het fluitregister, te zingen en zijn uitgebreid 6-octaaf zangregister. Van 2008 to 2018, was hij Guinness World Record houder voor het zingen van de hoogste noot (door een man). Hij zong toen een halve toon onder de E (mi) uit het 8ste octaaf (E♭8), of anderhalve noot hoger dan de hoogste noot op een standaard piano met 88 toetsen. Sinds 2001 is hij hoofd van de Vocal Faculty van het Sheldon College, sinds 2006 gekend als de Australian School of the Arts.

## Biografie
Lopez is de tweede van drie zonen van zijn Spaanse ouders Jesús López Pérez en María Del Rosario Costa Velasco. Zijn beide ouders waren muzikanten. Hij begon te zingen op 3-jarige leeftijd en was een jongenssopraan op zijn 10de. Na de middelbare school studeerde hij muziek aan het Queensland Conservatorium of Music aan de Griffith Universiteit. 5 jaar lang studeerde hij er opera, maar besteedde een tiental jaar aan het ontwikkelen van zijn kenmerkende stemkwaliteiten.
Naast zijn solowerk, heeft Adam Lopez ook als vocalist gewerkt, en was hij achtergrond zanger voor Mariah Carey, Debelah Morgan, Keith Urban, Vanessa Amorosi, en andere Australische artiesten.Hij leverde ook talloze bijdrages voor radio en televisie.
Op zijn in 2008 uitgebrachte latino album "Till The End of Time" speelt de Australische jazz muzikant James Morrison op de trompet.

## Wereldrecord
Volgens het Guinness Book of World Records, had Adam Lopez tussen 2008 en 2018 het wereldrecord voor de hoogst gezongen noot, uitgevoerd door een mannelijke stem. Deze noot wordt aangeduid als D♯8 en is 3 halve tonen hoger dan de laatste toets op een standaard piano ofwel 4435 Hz. Hiervoor had Lopez reeds het vorige Guinness World Record, toen hij in 2005 een C♯8 zong. Op 20 januari 2018, werd het record verbroken, toen de Chinees Xiao Lung Wang from China toen het Guinness World Record voor hem een E8 or 5,243 Hz liet optekenen.

## Discografie

### Studioalbums
- 2005: The Popera EP
- 2006: Showstopper
- 2008: Till the End of Time
- 2014: Kaleidoscope
- 2017: This Heart of Mine

### Singles
- 2014: "When All Is Said And Done"
- 2014: "Paper Boat"
- 2015: "You / Holiday" – double single